# مقتل جينيلين فيلافيندي
جينيلين فيلافيندي، وهي عاملة في الكويت، قتلت في أواخر ديسمبر 2019. وكما هو الحال في الأزمة الدبلوماسية الفلبينية الكويتية 2018، تسبب الحادث في حدوث شرخ في العلاقات الفلبينية الكويتية.
وقد تبين أنها قُتلت في 28 ديسمبر 2019 على يد صاحب عملها، الذي حُكم عليه بالإعدام بعد ما يقرب من عام.

## خلفية

### الأزمة الدبلوماسية السابقة
أصدرت وزارة الشؤون الخارجية بيانًا في 30 ديسمبر 2019 أدانت فيه مقتل عاملة فلبينية في الكويت. وجاء ذلك بعد وفاة عاملة أخرى، جوانا ديموفليس، التي تسببت في أزمة دبلوماسية عام 2018 بين الكويت والفلبين، والتي انتهت باتفاقية عمل.

### الضحية
حددت وزارة العمل والتوظيف العاملة المقتولة على أنها جينيلين بادرنال فيلافيندي في اليوم التالي. كانت تبلغ من العمر 26 عامًا ومن نورالا، جنوب كوتاباتو.
كانت عائلة فيلافيندي قد تواصلت معها آخر مرة في أكتوبر 2019. حاولوا الاتصال بها في 13 ديسمبر 2019، لكن ربّة العمل أجابت على المكالمة مدعية أن جينيلين كانت مشغولة.
كما تبين أنها كانت تشتكي بالفعل من مزاعم عدم دفع أجرها بشكل كامل منذ سبتمبر 2019. وحُبست في غرفتها. وقد نُقلت إلى المستشفى من قبل زوج صاحبة العمل، إلا أنها كانت قد فارقت الحياة بالفعل، وكانت آثار الكدمات تغطي جسدها.
خلصت تقارير التشريح إلى أن فيلافيندي توفيت في 28 ديسمبر 2019 نتيجة "فشل حاد في القلب والجهاز التنفسي نتيجة الصدمة والإصابات المتعددة في الجهاز العصبي الوعائي"، وأنها تعرضت لضرب متكرر واغتصاب.

### الفاعل
كان الفاعل هي ربّة عمل فيلافيندي. أما زوجها، وهو أيضًا أحد أصحاب عمل فيلافيندي، فكان مسؤولًا حكوميًا رفيع المستوى في الكويت.

## ردود الفعل
دعا وزير الخارجية الفلبيني تيدورو لوكسين الابن ‏ إلى تحقيق العدالة وطالب بإعدام قاتلة فيلافيندي. وبالمثل، أدانت وزارة العمل والتوظيف بقيادة الوزير سيلفستري بيلو الثالث ‏ الجريمة.
في 2 يناير 2020، فرضت الفلبين حظرًا جزئيًا على إرسال العمال المهاجرين إلى الكويت، شمل منع إرسال العاملات المنزليات لأول مرة. وتم ترقية الحظر إلى حظر كامل في 15 يناير، بعد صدور نتائج تشريح جثة فيلافيندي. ورفع الحظر في 14 فبراير بعد تقديم لوائح الاتهام.
سمحت الكويت للفلبين بالمشاركة في تحقيقها الخاص بوفاة فيلافيندي. كما اتفقت الدولتان على الدخول في محادثات بشأن تنفيذ اتفاق العمل المبرم بينهما عام 2018.
وبحسب والد فيلافيندي، حاول الطرف المتهم إقناع عائلة فيلافيندي بعدم متابعة القضية الجنائية ضدهم من خلال عرض نقود الدم بقيمة ₱59 مليون. وقد رفض العرض.

## ما بعد الحادثة
وجهت التهم الجنائية ضد أصحاب عمل فيلافيندي ونظر فيها بموجب الشريعة الإسلامية في الكويت. في 30 ديسمبر 2020، أصدرت محكمة البداية الكويتية الحكم. وقد حُكم على ربّة العمل  بالإعدام لتعرضها للضحية واحتجازها في غرفة. أما زوجها فحُكم عليه بالسجن أربع سنوات لعدم الإبلاغ عن الجريمة.